# Polidactília

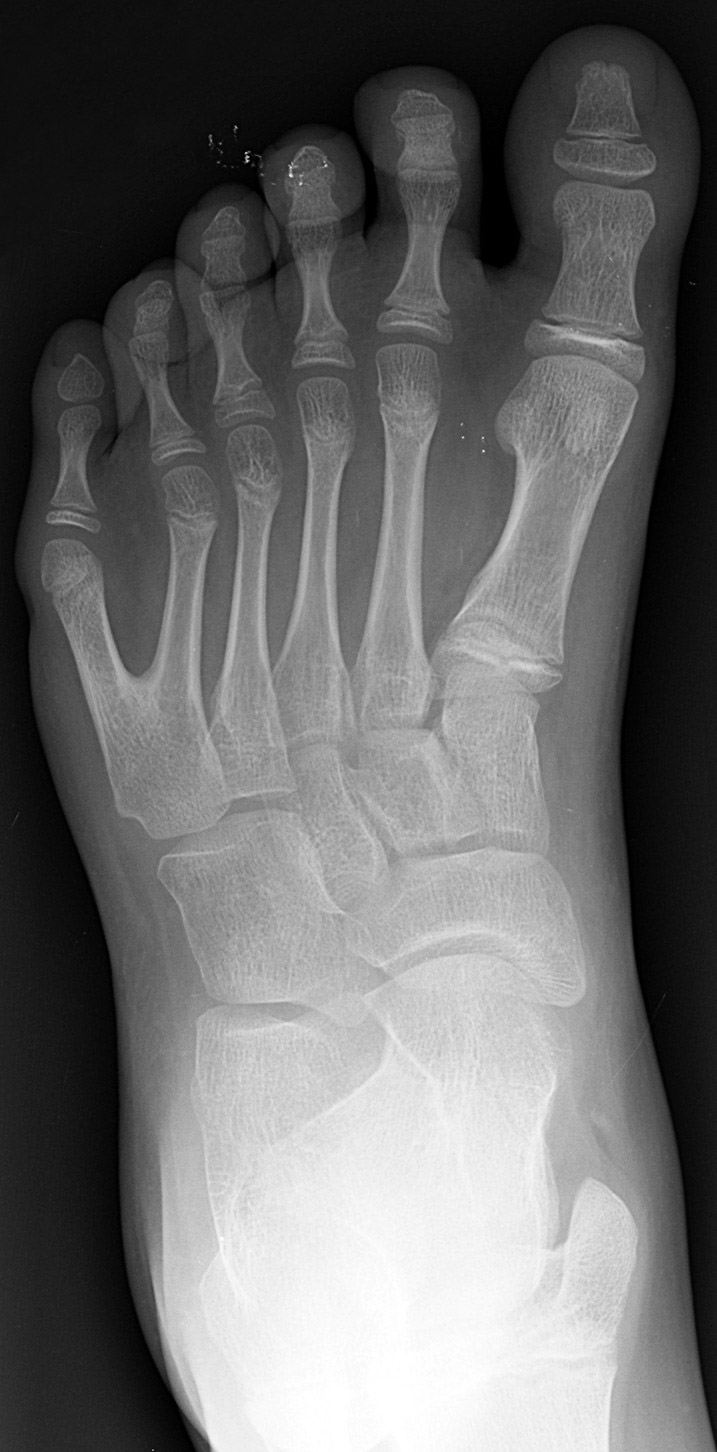
Radiografia d'un peu esquerre amb polidactília.

La polidactília  (del grec πολυ « poly » = «molt» i δάκτυλος « daktylos » = «dit») és un trastorn genètic on un humà o animal neix amb més dits a la mà o al peu dels que li corresponen (regularment un dit més).
Aquest trastorn pot ser causat per una aberració cromosòmica, com la síndrome de Patau (trisomia del parell 13), però també pot presentar-se naturalment per un sol gen. És recomanable realitzar almenys un examen físic buscant altres alteracions que facin sospitar d'algun trastorn genètic.
El dit addicional és generalment un petit tros de teixit fi i suau. De vegades conté os sense articulacions; ocasionalment el dit es troba complet i funcional. El dit extra se sol situar després del petit, menys freqüentment al costat del polze i inusualment entremig d'altres dits. Sol ser una bifurcació d'un dit normal, i poques vegades neix del canell com els altres dits.
Aquesta condició afecta a 1 de cada 500 nadons nascuts vius, encara que la freqüència augmenta en certs grups (com els Amish a causa de l'efecte fundador).